# Lorinseria thelypteroides
Lorinseria thelypteroides là một loài thực vật có mạch trong họ Blechnaceae. Loài này được (Pursh) C. Presl mô tả khoa học đầu tiên năm 1851.